# Stefano Moreo
Stefano Moreo (Milano, 30 giugno 1993) è un calciatore italiano, attaccante del Pisa.

## Biografia
Moreo ha un figlio di nome Leonardo nato nel 2025 dalla relazione con Alessandra.

## Caratteristiche tecniche
Prima punta molto dinamica e veloce nonostante il fisico ben strutturato, dotato di buona tecnica individuale e bravo nel gioco aereo, grazie alla sua duttilità tattica può essere impiegato anche nelle altre posizioni dell’attacco. Per le sue caratteristiche è stato paragonato a Mario Mandžukić, a cui lo stesso Moreo ha dichiarato di ispirarsi.

## Carriera

### Inizi ed esordi in Serie B con l'Entella
Cresciuto nel settore giovanile del Milan, nel 2011 passa alla Caronnese, formazione varesina militante in Serie D. Dopo una prima stagione trascorsa con la formazione Juniores, si mette in mostra con 14 reti segnate, conquistandosi la chiamata da parte del Varese, che lo acquista cedendolo subito in comproprietà alla Virtus Entella. Con la squadra ligure conquista la prima storica promozione in Serie B, rimanendo con i biancocelesti anche nella stagione successiva. Nella prima esperienza nel campionato cadetto colleziona soltanto 10 presenze, a causa di un grave infortunio al ginocchio subito nel mese di novembre. Riscattato dal Varese, in seguito alla mancata iscrizione dei lombardi torna all’Entella, con cui firma un triennale.

### Teramo, Venezia e Palermo
Il 18 settembre 2015 si trasferisce in prestito secco al Teramo; il 31 agosto 2016 viene ceduto a titolo temporaneo al Venezia, con cui ottiene da protagonista la seconda promozione in Serie B in carriera, vincendo anche la Coppa Italia di categoria. Riscattato dai veneti, l'11 gennaio 2018 passa in prestito oneroso con obbligo di riscatto fissato a un milione di euro al Palermo, con cui firma un triennale. Segna il primo gol in maglia rosanero il 25 settembre 2018, nella sfida valevole per la 5ª giornata di Serie B persa per 2-1 contro il Brescia.

### Empoli, Brescia e Pisa
Il 18 luglio 2019, rimasto svincolato dopo il fallimento del club siciliano, viene tesserato dall'Empoli. Il 18 agosto successivo, sigla la sua prima rete in maglia azzurra, realizzando nei supplementari la rete decisiva, nella partita di Coppa Italia, vinta per 2-1 in casa contro il Pescara; questo sarà l’unico gol segnato in stagione
La seconda stagione in maglia azzurra inizia nel migliore dei modi, con tre reti realizzate nelle prime cinque giornate. Si fermerà a quota quattro gol segnati in 31 partite, ottenendo la promozione finale in Serie A.
Il 12 agosto 2021 passa in prestito al Brescia ritrovando Filippo Inzaghi che lo aveva allenato al Venezia. Il 27 agosto successivo segna il primo gol con le Rondinelle in occasione del successo per 5-1 sul Cosenza, segnando la quinta e ultima marcatura. Gioca una bella stagione con il record personale di gol in Serie B, 9 centri più 1 rete ai Play off ; per la seconda volta sotto la guida di Inzaghi va in doppia cifra. Il 15 giugno 2022 viene riscattato dalle rondinelle, dove nel girone di andata di Serie B disputa 19 presenze, segnando due reti.
Il 20 gennaio 2023 passa a titolo definitivo al Pisa per due milioni di euro. Il 18 marzo segna la sua prima rete, nel successo per 2-0 contro il Benevento.  La stagione seguente ritrova mister Filippo Inzaghi e contribuisce alla promozione in Serie A, la quarta per lui dopo quelle ottenute con Entella, Venezia (dalla C alla B) ed Empoli (dalla B alla A).

## Statistiche

### Presenze e reti nei club
Statistiche aggiornate al 13 maggio 2025.
| Stagione              | Squadra               | Campionato            | Campionato | Campionato | Coppe nazionali | Coppe nazionali | Coppe nazionali | Coppe continentali | Coppe continentali | Coppe continentali | Altre coppe | Altre coppe | Altre coppe | Totale | Totale |
| Stagione              | Squadra               | Comp                  | Pres       | Reti       | Comp            | Pres            | Reti            | Comp               | Pres               | Reti               | Comp        | Pres        | Reti        | Pres   | Reti   |
| --------------------- | --------------------- | --------------------- | ---------- | ---------- | --------------- | --------------- | --------------- | ------------------ | ------------------ | ------------------ | ----------- | ----------- | ----------- | ------ | ------ |
| 2011-2012             | Caronnese             | D                     | 3          | 0          | CI-D            | -               | -               | -                  | -                  | -                  | -           | -           | -           | 3      | 0      |
| 2012-2013             | Caronnese             | D                     | 37         | 14         | CI-D            | 3               | 1               | -                  | -                  | -                  | -           | -           | -           | 40     | 15     |
| Totale Caronnese      | Totale Caronnese      | Totale Caronnese      | 40         | 14         |                 | 3               | 1               |                    | -                  | -                  |             | -           | -           | 43     | 15     |
| 2013-2014             | Virtus Entella        | 1D                    | 22         | 6          | CI+CI-LP        | 1+0             | 0               | -                  | -                  | -                  | SC-LP       | 2           | 0           | 25     | 6      |
| 2014-2015             | Virtus Entella        | B                     | 8+2        | 0          | CI              | 2               | 1               | -                  | -                  | -                  | -           | -           | -           | 12     | 1      |
| ago.-sett. 2015       | Virtus Entella        | B                     | 0          | 0          | CI              | 1               | 0               | -                  | -                  | -                  | -           | -           | -           | 1      | 0      |
| sett. 2015-2016       | Teramo                | LP                    | 33         | 6          | CI+CI-LP        | 0+1             | 0               | -                  | -                  | -                  | -           | -           | -           | 34     | 6      |
| ago. 2016             | Virtus Entella        | B                     | 0          | 0          | CI              | 2               | 0               | -                  | -                  | -                  | -           | -           | -           | 2      | 0      |
| Totale Virtus Entella | Totale Virtus Entella | Totale Virtus Entella | 30+2       | 6          |                 | 6               | 1               |                    | -                  | -                  |             | 2           | 0           | 40     | 7      |
| ago. 2016-2017        | Venezia               | LP                    | 32         | 10         | CI+CI-LP        | 0+6             | 0+2             | -                  | -                  | -                  | SC-LP       | 2           | 0           | 40     | 12     |
| 2017-gen. 2018        | Venezia               | B                     | 20         | 3          | CI              | 1               | 1               | -                  | -                  | -                  | -           | -           | -           | 21     | 4      |
| Totale Venezia        | Totale Venezia        | Totale Venezia        | 52         | 13         |                 | 7               | 3               |                    | -                  | -                  |             | 2           | 0           | 61     | 16     |
| gen.-giu. 2018        | Palermo               | B                     | 15+1       | 0          | CI              | -               | -               | -                  | -                  | -                  | -           | -           | -           | 16     | 0      |
| 2018-2019             | Palermo               | B                     | 31         | 6          | CI              | 2               | 0               | -                  | -                  | -                  | -           | -           | -           | 33     | 6      |
| Totale Palermo        | Totale Palermo        | Totale Palermo        | 46+1       | 6          |                 | 2               | 0               |                    | -                  | -                  |             | -           | -           | 49     | 6      |
| 2019-2020             | Empoli                | B                     | 16         | 0          | CI              | 2               | 1               | -                  | -                  | -                  | -           | -           | -           | 18     | 1      |
| 2020-2021             | Empoli                | B                     | 31         | 4          | CI              | 1               | 0               | -                  | -                  | -                  | -           | -           | -           | 32     | 4      |
| Totale Empoli         | Totale Empoli         | Totale Empoli         | 47         | 4          |                 | 3               | 1               |                    | -                  | -                  |             | -           | -           | 50     | 5      |
| 2021-2022             | Brescia               | B                     | 38+3       | 9+1        | CI              | 1               | 0               | -                  | -                  | -                  | -           | -           | -           | 42     | 10     |
| 2022-gen. 2023        | Brescia               | B                     | 19         | 2          | CI              | 2               | 1               | -                  | -                  | -                  | -           | -           | -           | 21     | 3      |
| Totale Brescia        | Totale Brescia        | Totale Brescia        | 57+3       | 11+1       |                 | 3               | 1               |                    | -                  | -                  |             | -           | -           | 63     | 13     |
| gen.-giu. 2023        | Pisa                  | B                     | 17         | 2          | CI              | -               | -               | -                  | -                  | -                  | -           | -           | -           | 17     | 2      |
| 2023-2024             | Pisa                  | B                     | 33         | 4          | CI              | 1               | 0               | -                  | -                  | -                  | -           | -           | -           | 34     | 4      |
| 2024-2025             | Pisa                  | B                     | 35         | 7          | CI              | 2               | 0               | -                  | -                  | -                  | -           | -           | -           | 37     | 7      |
| Totale Pisa           | Totale Pisa           | Totale Pisa           | 85         | 13         |                 | 3               | 0               |                    | -                  | -                  |             | -           | -           | 88     | 13     |
| Totale carriera       | Totale carriera       | Totale carriera       | 390+6      | 73+1       |                 | 28              | 7               |                    | -                  | -                  |             | 4           | 0           | 428    | 81     |

## Palmarès

### Club

#### Competizioni nazionali
- Lega Pro Prima Divisione: 1

Virtus Entella: 2013-2014 (girone A)
- Lega Pro: 1

Venezia: 2016-2017 (girone B)
- Coppa Italia Lega Pro: 1

Venezia: 2016-2017
- Campionato italiano di Serie B: 1

Empoli: 2020-2021